# يوسف ذنون
يوسف ذُنُّون (1932 - 3 يوليو 2020) خطاط وكاتب وباحث عراقي، من أهل المَوصِل.

## ولادته ودراسته
ولد يوسف ذُنُّون عبد الله في محلة باب الجديد، دخل مدرسة ابن الأثير للأحداث عام 1939، ومنها إلى مدرسة باب البيض للبنين عام 1942، والتحقَ بالمتوسطة الغربية عام 1945، ثم المدرسة الإعدادية المركزية وتخرج فيها عام 1950، ملتحقًا بالدورة التربوية ذات السنة الواحدة بالمَوصِل وتخرَّج فيها عام 1951. ثم عُين معلمًا في مدرسة المحلبية عام 1951، وانتقل إلى مدرسة حمام العليل عام 1956 فمدرسة ابن حيان عام 1958، ثم انتقل إلى مركز وسائل الإيضاح بعد افتتاحه ومنه إلى متوسطة الوثبة عام 1960.
وتعلَّم الخط العربي، ونال الإجازة فيه من الخطَّاط التركي حامد الآمدي عام 1966، وحصل على تقدير منهُ لبروزه في مختلِف فنون الخط.

## عمله ومشاركاته
اشتغل معلمًا في معهد المعلمين بين عامي 1962 و1969، مدرِّسًا لمادتي الخط العربي والتربية الفنية، ثم انتقل إلى ثانوية الرسالة وأصبح مسؤولَ الخط العربي في النشاط المدرسي، ومشرفًا تربويًّا للتربية الفنية عام 1976. وساعدته مثابرتُه وعمله السياسي مع القوميين العرب على التقدُّم السريع، وكان يُعَدُّ أحدَ الخمسة البارزين في هذه الحركة، مع كل من: عبد الباري الطالب، وحسين الفخري، وسالم الحمداني، وغانم يونس. وأحيل إلى التقاعد عام 1981.
عقد ندَوات ومحاضرات في تاريخ الخط وتطوره، وأقام دورات عامة لتعليم هذا الفن الإسلامي بالمَوصِل، وله آثار فنية في الخط على كثير من اللوحات وفي الكتب والمجلات، وخطَّ على جُدران أربعة وأربعين جامعًا ومسجدًا حتى نهاية عام 1976. وأقام معارضَ في الخط العربي ودرَّب طلبته على الخط منذ عام 1962، وأسهم هو وطلَّابه في معارض بغداد منذ عام 1972.
شارك في تأسيس جمعية التراث العربي في الموصل، وهو عضو في جمعية الخطاطين العراقيين، وعضو فخري في جمعية رابطة الخريجين لتحسين الخطوط العربية في مصر.

## طلابه
تخرَّج بالأستاذ يوسف ذُنُّون عدد من الخطَّاطين، وفيما يأتي ذكرٌ لمَن أجازهم إجازة مكتوبة:
1. إياد الحسيني - المَوصِل
2. علي حامد الراوي - الموصل
3. عمار الفخري - الموصل
4. محفوظ ذُنُّون العبيدي - الموصل
5. ناصر النصاري - اليمن
6. عباس حسين الطائي - الموصل
7. أحمد عبد الرحمن - أربيل
8. زياد المهندس - أربيل
9. عبد الرضا جاسم القرملي - بغداد
10. جنة عدنان أحمد عزَّت آل قاسم آغا - عراقية مقيمة في نيوزيلندا
11. مسعود حافظ - السعودية
12. عبد الرقيب أحمد الصنعاني - اليمن
13. إبراهيم الجوريش - الأردن
14. برار كريم - أربيل
15. عبد الرحمن الجنيد - اليمن

## تكريمه
كرَّمه رئيسُ الجمهورية أحمد حسن البكر عام 1972، بمناسبة إقامة معرِض الخط العربي الأول في بغداد.
وكُتبت عنه مقالاتٌ ودراسات، منها ما كتبه الأستاذ فوزي سالم عفيفي في مصر عن تاريخ يوسف ذُنُّون وأعماله، والباحث العراقي سعيد الديوه جي (يوسف ذُنُّون مدرسةُ الإبداع في الخط العربي)، وصدر عنه عددٌ خاص من مجلة حروف عربية (يوسف ذُنُّون فنان الخط وفقيهُه) بتقديم الباحث العراقي الدكتور إدهام محمد حنش.

## مؤلفاته
أسهم يوسف ذُنُّون في تدريس قواعد الخط العربي وكتابة عدَّة مؤلفات في مناهج التدريس والخط العربي، منها:
- الكتابة وفنُّ الخط العربي، النشأة والتطوُّر.
- درس التربية الفنية 1965م.
- خُلاصة قواعد خط الرُّقعة 1971م.
- الخط الكوفي 1972م.
- مبادئ الزخرفة العربية (التوريق) 1972م.
- تحسين الكتابة الاعتيادية 1978م.
- قواعد خط الرُّقعة 1978م.
- قواعد الخط الديواني 1978م.
- الواسطي موصليًّا 1998م.

## كتب عنه
- يوسف ذُنُّون: مدرسة الإبداع في الخط العربي، عبد العزيز عبد الله محمد، مديرية دار الكتب، جامعة الموصل.
- دراسات في الخط العربي وأعلامه، حول تاريخ وأعمال يوسف ذنون، فوزي سالم عفيفي، الدار العربية للموسوعات.[6]

## وفاته
توفي يوسف ذُنون في المَوصِل، صباح يوم الجمعة 11 ذي القَعدة 1441هـ، الموافق 3 يوليو (تموز) 2020م، في إثر جُلطة دماغية عن عمر ناهز 87 عامًا.

## وصلات خارجية
- يوسف ذنون على موقع أرشيف الشارخ.
- يوسف ذنون الموصلي..خبير الدنيا في الفنون الإسلامية - عبد السلام البسيوني - مصرس 19 - 09 - 2010
- حول تاريخ وأعمال أمير الخط العربي الأستاذ يوسف ذنون - إبراهيم خليل العلاف - ملتقى أبناء الموصل 2010-09-04